# クーベルタン (小惑星)
クーベルタン (2190 Coubertin) は、小惑星帯に位置する小惑星である。
1976年4月、ソビエト連邦の天文学者ニコライ・チェルヌイフが、クリミア天体物理天文台で発見した。

## 名称
1980年のモスクワオリンピック開催を記念して、近代オリンピックの創立者ピエール・ド・クーベルタン（1863年 - 1937年）に因んで命名された。
この命名は、1980年6月の小惑星回報で公表された。